# Ophiopsila dilatata
Ophiopsila dilatata is een slangster uit de familie Ophiocomidae.
De wetenschappelijke naam van de soort werd in 1930 gepubliceerd door René Koehler.